# IRESC
Die International Radio Emergency Support Coalition ist eine Organisation von Funkamateuren mit Sitz in Pueblo (Colorado), die weltweit im Not- oder Katastrophenfall ihre kommunikationstechnischen Mittel zur Verfügung stellen, um Hilfe zu leisten. Sie wurde im Oktober 2010 gegründet.

## Hintergrund
Im Not- oder Katastrophenfall bricht häufig die Kommunikations-Infrastruktur zusammen. Bei länger andauerndem und großflächigem Stromausfall sind Festnetz- und Mobiltelefone nicht mehr benutzbar oder die Netze inklusive Satellitenverbindungen überlastet. Teilweise sind Leitungen durch die Schadenslage gekappt. Internetanbindungen brechen häufig parallel zum Telefonnetz zusammen.
Dagegen ist Kurzwellenfunk nicht auf ein lokales oder nationales Netz angewiesen. Funkgeräte sind mobil und können beispielsweise mit einer Autobatterie oder einem Generator betrieben werden. Internationale Hilfsorganisationen verwenden deshalb häufig Kurzwellen- und vermehrt Satellitenfunk zur Kommunikation. In den Amateurfunkbändern hat die Internationale Amateurfunkunion IARU eine Reihe von Frequenzen als Notfunkfrequenzen deklariert. Auf ihnen findet im Bedarfsfall ausschließlich Notfunkverkehr statt.
Kommunikation ist für eine schnelle und koordinierte Ersthilfe wichtig.

## Organisation
Die IRESC ist in den USA registriert. Das Markenbild (Logo) wurde zur Eintragung angemeldet.

## Technische Mittel
Die IRESC-Mannschaft verwendet verschiedene Modi der Kommunikation, einschließlich Kurzwellen-, VHF-, UHF- und Satelliten-Verbindungen. Hauptsächlich wird internetbasierte Echolink-VoIP-Kommunikation eingesetzt. Die Stammsysteme benutzen das Internet, um Kommunikation ohne die Ausbreitungs- und Störungsfehler der Radiowege zu ermöglichen. Auf diese Art kann die Verbindung zwischen einer Katastrophenzone und den Hilfskräften hergestellt werden, selbst wenn sich diese auf den gegenüberliegenden Seiten des Planeten befinden.

## Politische Aktivitäten
Die Organisation hat auch diverse politische Appelle publiziert. So fordert man auf Grund des Bürgerkrieges in Syrien den Rücktritt des syrischen Präsidenten und einen Umsturz durch die Streitkräfte und äußerte sich auch zum Frauenrecht.